# بريتسكو
بريتسكو هي قرية تقع في إقليم كوفاسنا في رومانيا.

## السكان
حسب إحصائيات 2002 بلغ عدد سكان القرية 3,908 نسمة.

## معرض صور

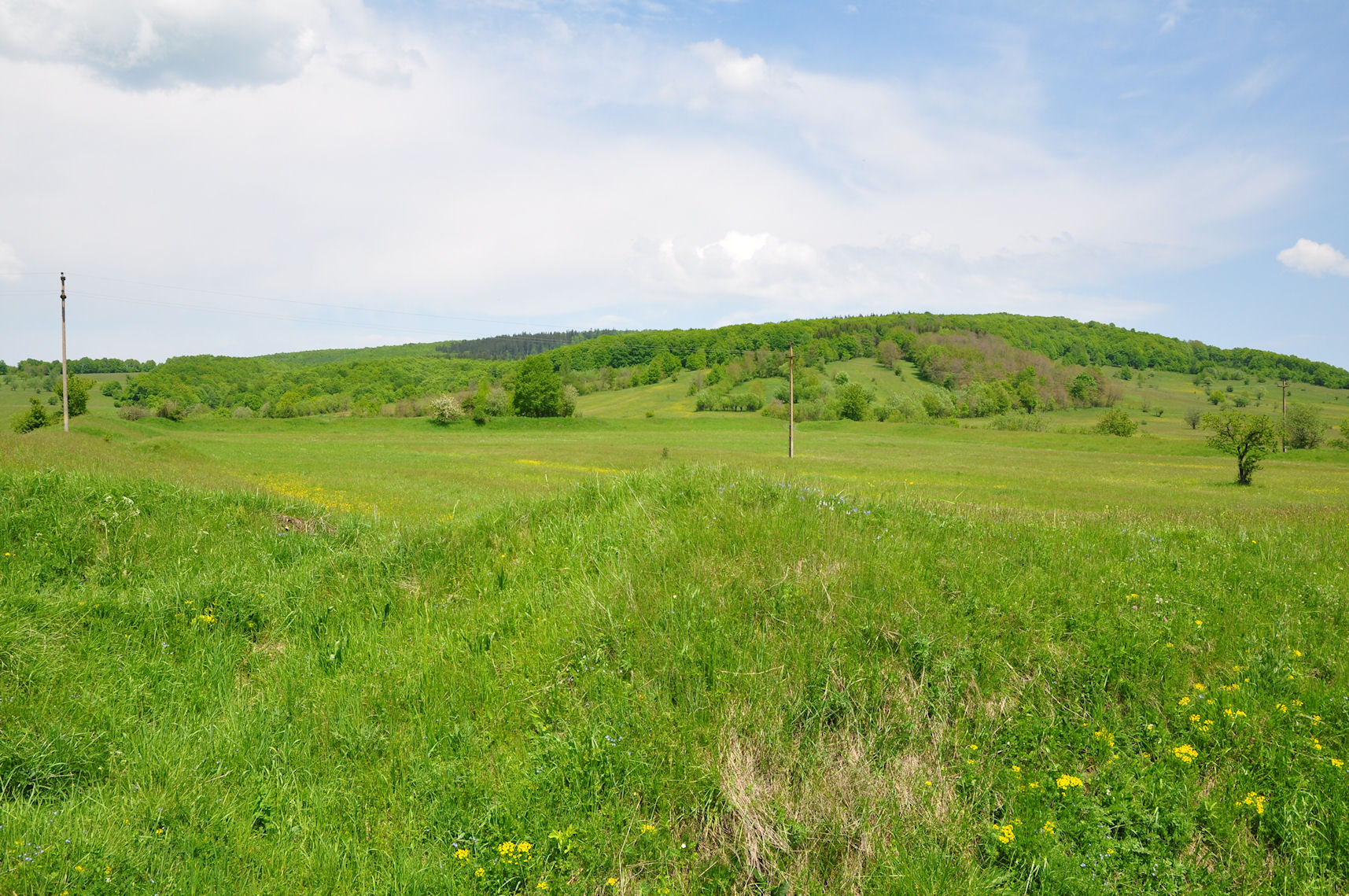
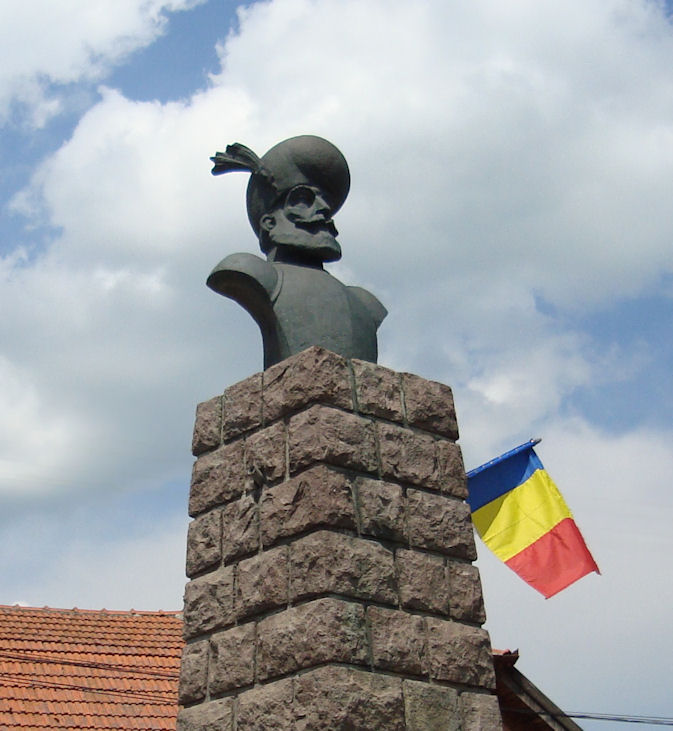
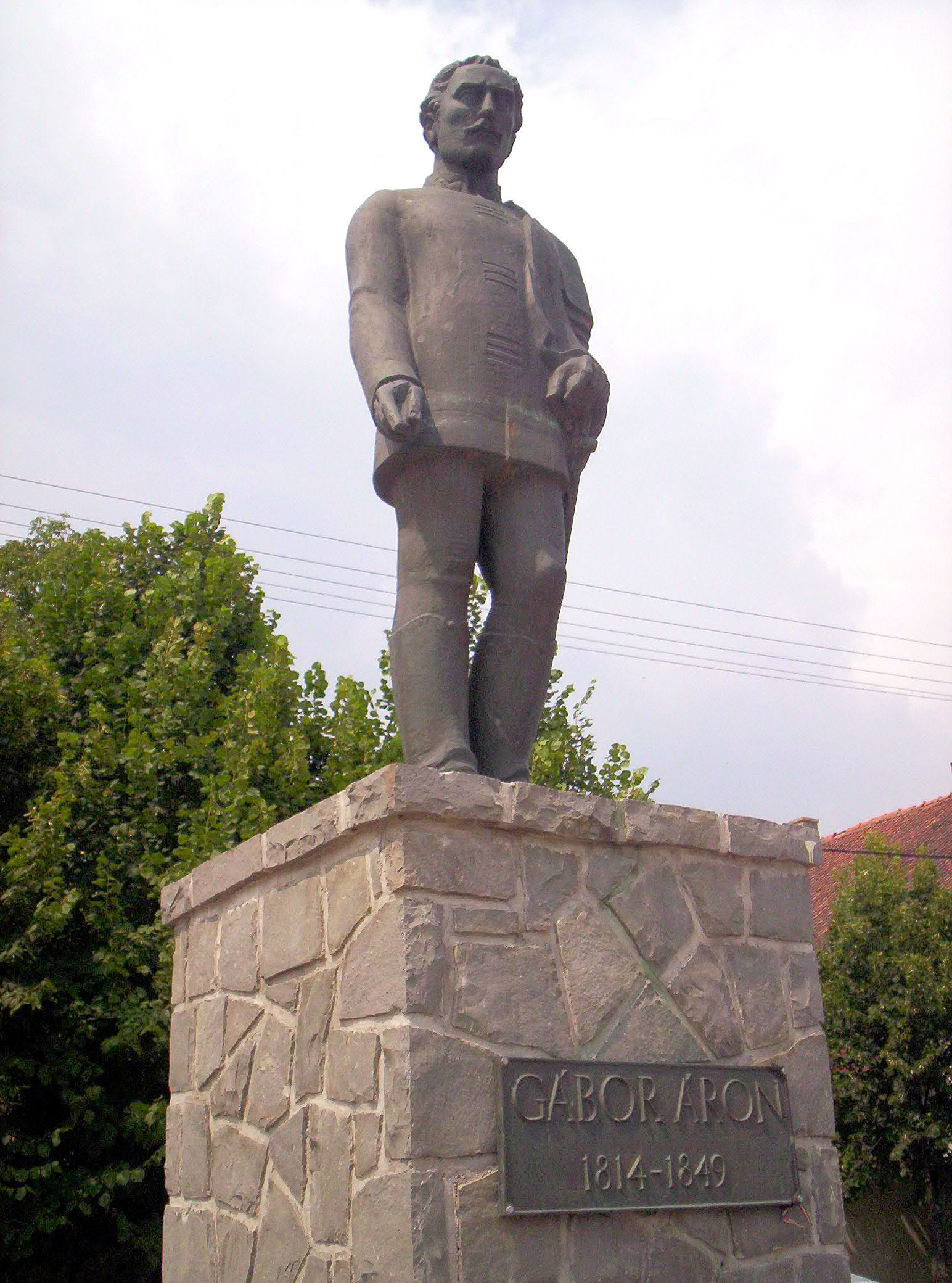